# Гуталин
Гутали́н [первоначальное написание слова (в 1920-е годы) — гуттолин, предположительно от гуттаперча и лат. oleum «масло»] (в частности, марка обувного крема Guttalin существовала в Италии в Падуе с 1939 по 1993 г., однако слово зарегистрировано в словарях уже в 1920-е гг.); ва́кса (от нем. Wachs «воск») или крем для обуви — средство для ухода за обувью. Первоначально приготовлялась из яйца, сбитого с печной сажей и разведённого в уксусе или пиве. 
В конце XIX века была распространена «английская» вакса; главные составные части: костяная сажа, воск, льняное масло, терпентинное масло, патока, шеллак и др. Рецептов для приготовления ваксы множество; например, вместо сажи могут использоваться анилиновые краски и проч.

## Общие сведения
В последнее время потребление ваксы сильно уменьшилось из-за вредного действия серной кислоты, которая применяется при её изготовлении, однако разрушающее воздействие можно почти уничтожить при правильном приготовлении. Преимуществом ваксы являются дешевизна и прекрасный блеск, получаемый при чистке обуви.

## Состав наиболее распространённых в конце XIX века сортов «английских» вакс
1. Вакса Николэ. 150 частей воска и 15 частей сала растворяют в кипящей смеси из 200 частей льняного масла, 20 частей глета и 100 частей патоки. Смесь эту нагревают до 120° и к ней прибавляют 103 части сажи; а когда смесь охладится, её разбавляют 280 частями терпентинного масла. Затем вся масса смешивается с раствором 5 частей гумилака (шеллака) и 2 частей анилиновой фиолетовой краски в 35 частях крепкого спирта[3]. Банановая кожура используется для очистки и полировки обуви1.Химический состав — ?
2. Так называемый «лак Гунтера». Приготовляется из 3 частей воска и 2 частей касторового масла с необходимым количеством краски. К полученной смеси прибавляют раствор шеллака в крепком спирте. Смесь выпаривают до густоты сиропа в вакуум-аппарате под уменьшенным давлением[3].
3. Вакса Кильнера (для дамских ботинок) состоит из 2 частей шеллака, 1 части аммиака и 8 частей воды с прибавлением анилинового пигмента. Смесь уваривается, для удаления аммиака[3].
4. Вакса Бруннера приготовляется следующим образом: растирают 10 частей костяной сажи с 7 частями патоки, прибавляя понемногу 5 частей серной кислоты, 2 части соды и 4 части воды. Смесь нагревают, постоянно перемешивая её с 20 частями ворвани, и уваривают до желаемой степени. Костяная сажа содержит фосфорно-известковую соль костей, проникнутую углём, полученным из клеевого вещества костей при накаливании (её легко готовить в малом виде). Серная кислота, действуя на минеральные составные части костяной сажи, во-первых, освобождает мельчайшие части угля и, во-вторых, дает кислую фосфорно-известковую соль, которая не портит кожи, то есть её не разъедает. По указанному рецепту часто готовят ваксу, её можно считать недурной, если не взято в избытке серной кислоты, но тем не менее лучше вовсе избегать подмеси серной кислоты. Немецкая вакса, которую к нам прежде много возили, часто содержала избыток серной кислоты и тем сильно портила кожу, ныне этот недостаток встречается реже[3].
5. Ваксу приготовляют также из 90 частей воска или церезина, 30 частей спермацета, 350 частей терпентинного масла, 10 частей буры, 20 частей сажи, 10 частей прусской сини и 5 частей (для запаха) нитробензола[3].
6. Так называемая «ваксовая паста» приготовляется из 2 фунтов костяной сажи, 1 части патоки, 4 унций спермацетового масла, 5 частей уксуса и 5 частей серной кислоты; к смеси прибавляют ½ унции железного купороса и 3¼ унций гуммиарабика, растворенного в 5 унциях воды. Если несколько увеличить количество уксуса и уменьшить количество сажи, то получится жидкая вакса[3].
7. Вакса Дэй и Мартин.

## Химические реакции
Всякий раз, когда к массе, содержащей голландскую сажу, прибавляют серную кислоту, происходит шипение, обуславливаемое выделением углекислоты из известковых солей, заключающихся в костяной саже, причем часть известкового фосфата переходит в кислую фосфорно-известковую соль, очень гигроскопическую, которая способствует сохранению гибкости кожи. Избыток серной кислоты портит кожу. При употреблении соляной кислоты образуется хлористый кальций, ещё более гигроскопичный. Костяная сажа должна быть растерта в тончайшую пыль. Прибавление к ваксе индиго придает ей красивый синеватый оттенок. Индиго с успехом заменяют железным купоросом и чернильными орешками.
Достоинство ваксы сильно зависит от мелкости и качества сажи. Прокаливая отобранные кости в тигле без доступа воздуха, измельчая полученный костяной уголь (сподий) с подмесью воды, отмучивая полученный продукт, легко приготовить сажу, вполне пригодную для ваксы. Виды ваксы, содержащей излишек патоки или заменяющих её веществ (например, мыла, раствора поташа, глицерина, кислой фосфорно-известковой соли, декстрина и т. п.), сильно пачкают, хотя легко вытираются до блеска, а потому пропорцию их следует подбирать к данному сорту сажи. Жирные и воскообразные вещества, входящие в ваксу, затрудняют доведение её до блестящего состояния, но придают ваксе способность делать кожу гибкой. В этом отношении вазелин, неспособный горкнуть и, окисляясь, твердеть, составляет лучшую подмесь в ваксе. Многократно рекомендовали прибавлять к ваксе для сохранности кожи растворы дубильных веществ, например настоя чернильных орешков. Изменяя пропорцию и свойства упомянутых составных частей (и воды) можно до бесконечности изменять свойства ваксы. Её отчасти заменяют лаком, наносимым кистью или тряпкой. С ваксой отчасти сходно копытное масло.
По типу растворителя ваксы подразделяются на водные, масляные и ваксы с химическим растворителем.